# Isopterygium jelinkii
Isopterygium jelinkii là một loài Rêu trong họ Hypnaceae. Loài này được M. Fleisch. ex A. Gepp & E. Gepp mô tả khoa học đầu tiên năm 1905.